# Hermacha
Genre
Synonymes
- Damarchodes Simon, 1903

Hermacha est un genre d'araignées mygalomorphes de la famille des Entypesidae.

## Distribution
Les espèces de ce genre se rencontrent en Afrique australe et en Amérique du Sud.

## Liste des espèces
Selon World Spider Catalog (version 24, 05/02/2023) :
- Hermacha anomala (Bertkau, 1880)
- Hermacha brevicauda Purcell, 1903
- Hermacha caudata Simon, 1889
- Hermacha conspersa Mello-Leitão, 1941
- Hermacha evanescens Purcell, 1903
- Hermacha fossor (Bertkau, 1880)
- Hermacha fulva Tucker, 1917
- Hermacha itatiayae Mello-Leitão, 1923
- Hermacha lanata Purcell, 1902
- Hermacha maraisae Ríos-Tamayo, Engelbrecht & Goloboff, 2021
- Hermacha mazoena Hewitt, 1915
- Hermacha montana Ríos-Tamayo, Engelbrecht & Goloboff, 2021
- Hermacha nigrispinosa Tucker, 1917
- Hermacha purcelli (Simon, 1903)
- Hermacha septemtrionalis Ríos-Tamayo, Engelbrecht & Goloboff, 2021
- Hermacha sericea Purcell, 1902
- Hermacha tuckeri Raven, 1985

## Systématique et taxinomie
Ce genre a été décrit par Simon en 1889 dans les Aviculariidae. Il est placé dans les Nemesiidae par Raven en 1985 puis dans les Entypesidae par Opatova, Hamilton, Hedin, Montes de Oca, Král et Bond en 2020.
Damarchodes a été placé en synonymie par Raven en 1985.

## Publication originale
- Simon, 1889 : « Descriptions d'espèces africaines nouvelles de la famille des Aviculariidae. » Actes de la Société Linnéenne de Bordeaux, vol. 42, p. 405-415 (texte intégral).